# Coppa d'Austria (pallavolo femminile)
La Coppa d'Austria è una competizione pallavolistica per squadre di club austriache femminili, organizzata con cadenza annuale dalla ÖVV.

## Edizioni
| Edizione         | Edizione                | Podio               | Podio         | Podio               |               |
| Anno             | Sede della finale       | Campione            | Risultato     | Finalista           |               |
| ---------------- | ----------------------- | ------------------- | ------------- | ------------------- | ------------- |
| 1980-81 Dettagli | -                       | Post Wien           | -             | -                   |               |
| 1981-82 Dettagli | -                       | Post Wien           | -             | -                   |               |
| 1982-83 Dettagli | -                       | Ti-Volley Innsbruck | -             | -                   |               |
| 1983-84 Dettagli | -                       | Ti-Volley Innsbruck | -             | -                   |               |
| 1984-85 Dettagli | -                       | Post Wien           | -             | -                   |               |
| 1985-86 Dettagli | -                       | Post Wien           | -             | -                   |               |
| 1986-87 Dettagli | -                       | Post Wien           | -             | -                   |               |
| 1987-88 Dettagli | -                       | PSV Salzburg        | -             | -                   |               |
| 1988-89 Dettagli | -                       | Post Wien           | -             | -                   |               |
| 1989-90 Dettagli | -                       | Post Wien           | -             | -                   |               |
| 1990-91 Dettagli | -                       | PSV Salzburg        | -             | -                   |               |
| 1991-92 Dettagli | -                       | Klagenfurt          | -             | -                   |               |
| 1992-1993        | -                       | Non disputata       | Non disputata | Non disputata       | Non disputata |
| 1993-94 Dettagli | -                       | Post Wien           | -             | -                   |               |
| 1994-95 Dettagli | -                       | Post Wien           | -             | -                   |               |
| 1995-96 Dettagli | -                       | Post Wien           | -             | -                   |               |
| 1996-97 Dettagli | -                       | Post Wien           | -             | -                   |               |
| 1997-98 Dettagli | -                       | Post Wien           | -             | -                   |               |
| 1998-99 Dettagli | -                       | Post Wien           | -             | -                   |               |
| 1999-00 Dettagli | -                       | Post Wien           | -             | -                   |               |
| 2000-01 Dettagli | -                       | Post Wien           | -             | -                   |               |
| 2001-02 Dettagli | -                       | Schwechat Post      | -             | -                   |               |
| 2002-03 Dettagli | -                       | Schwechat Post      | -             | -                   |               |
| 2003-04 Dettagli | -                       | Klagenfurt          | 3 - 0         | Schwechat Post      |               |
| 2004-05 Dettagli | -                       | Schwechat Post      | 3 - 1         | Klagenfurt          |               |
| 2005-06 Dettagli | -                       | Schwechat Post      | 3 - 2         | Klagenfurt          |               |
| 2006-07 Dettagli | -                       | Klagenfurt          | 3 - 2         | Schwechat Post      |               |
| 2007-08 Dettagli | -                       | ASKÖ Linz-Steg      | 3 - 1         | Schwechat Post      |               |
| 2008-09 Dettagli | -                       | ASKÖ Linz-Steg      | 3 - 1         | Ti-Volley Innsbruck |               |
| 2009-10 Dettagli | -                       | Schwechat Post      | 3 - 2         | Hartberg            |               |
| 2010-11 Dettagli | -                       | ASKÖ Linz-Steg      | 3 - 0         | Klagenfurt          |               |
| 2011-12 Dettagli | -                       | Schwechat Post      | 3 - 0         | Hartberg            |               |
| 2012-13 Dettagli | -                       | Schwechat Post      | 3 - 0         | Hartberg            |               |
| 2013-14 Dettagli | -                       | Schwechat Post      | 3 - 1         | Klagenfurt          |               |
| 2014-15 Dettagli | -                       | Schwechat Post      | 3 - 0         | Klagenfurt          |               |
| 2015-16 Dettagli | -                       | Schwechat Post      | 3 - 2         | Graz                |               |
| 2016-17 Dettagli | -                       | Graz                | 3 - 0         | Eisenerz            |               |
| 2017-18 Dettagli | -                       | Graz                | 3 - 0         | NÖ Sokol/Post       |               |
| 2018-19 Dettagli | -                       | ASKÖ Linz-Steg      | 3 - 0         | Klagenfurt          |               |
| 2019-20 Dettagli | -                       | ASKÖ Linz-Steg      | 3 - 2         | Graz                |               |
| 2020-21 Dettagli | Bleiburg                | ASKÖ Linz-Steg      | 3 - 1         | Graz                |               |
| 2021-22 Dettagli | Zwettl-Niederösterreich | NÖ Sokol/Post       | 3 - 0         | Ti-Volley Innsbruck |               |
| 2022-23 Dettagli | Innsbruck               | ASKÖ Linz-Steg      | 3 - 0         | Ti-Volley Innsbruck |               |

## Palmarès
| Squadra             | Titolo | Edizione |
| ------------------- | ------ | --- |
| Post Wien           | 15     | 1980-81, 1981-82, 1984-85, 1985-86, 1986-87, 1988-89, 1989-90, 1993-94, 1994-95, 1995-96, 1996-97, 1997-98, 1998-99, 1999-00, 2000-01 |
| NÖ Sokol/Post       | 11     | 2001-02, 2002-03, 2004-05, 2005-06, 2009-10, 2011-12, 2012-13, 2013-14, 2014-15, 2015-16, 2021-22                                     |
| ASKÖ Linz-Steg      | 7      | 2007-08, 2008-09, 2010-11, 2018-19, 2019-20, 2020-21, 2022-23                                                                         |
| Klagenfurt          | 3      | 1991-92, 2003-04, 2006-07 |
| Ti-Volley Innsbruck | 2      | 1982-83, 1983-84 |
| PSV Salzburg        | 2      | 1987-88, 1990-91 |
| Graz                | 2      | 2016-17, 2017-18 |